# Championnat de Jamaïque de football 2012-2013
Navigation
Saison précédente Saison suivante
La saison 2012-2013 du Championnat de Jamaïque de football est la trente-neuvième édition de la première division en Jamaïque, la National Premier League. Elle rassemble les douze meilleurs clubs du pays au sein d'une poule unique où ils jouent à trois reprises les uns contre les autres. À l’issue de cette phase régulière, les six premiers s’affrontent une nouvelle fois pour le titre tandis que les six derniers se rencontrent pour éviter la relégation.
C'est le club de Harbour View FC qui remporte le championnat cette saison après avoir terminé en tête du classement final avec huit points d'avance sur Waterhouse FC et quinze sur le duo Portmore United-Arnett Gardens FC. C'est le quatrième titre de champion de Jamaïque de l'histoire du club.

## Les clubs participants
| - Harbour View FC - Tivoli Gardens FC - Waterhouse FC - Highgate United - Montego Bay UFC - Arnett Gardens FC | - Portmore United - Humble Lion FC - Boys' Town FC - Savannah SC - Promu de D2 - Cavalier FC - Promu de D2 - Sporting Central Academy |

## Compétition
Le barème de points servant à établir le classement se décompose ainsi :
- Victoire : 3 points
- Match nul : 1 point
- Défaite : 0 point

### Classement
| Rang | Équipe                   | Pts | J  | G  | N  | P  | Bp | Bc | Diff |
| ---- | ------------------------ | --- | -- | -- | -- | -- | -- | -- | ---- |
| 1    | Harbour View             | 73  | 38 | 20 | 13 | 5  | 50 | 18 | +32  |
| 2    | Waterhouse FCC           | 65  | 38 | 18 | 11 | 9  | 46 | 25 | +21  |
| 3    | Portmore UnitedT         | 58  | 38 | 15 | 13 | 10 | 46 | 31 | +15  |
| 4    | Arnett Gardens FC        | 58  | 38 | 16 | 10 | 12 | 52 | 51 | +1   |
| 5    | Boys' Town FC            | 57  | 38 | 16 | 9  | 13 | 46 | 41 | +5   |
| 6    | Tivoli Gardens FC        | 50  | 38 | 13 | 11 | 14 | 42 | 41 | +1   |
|      |                          |     |    |    |    |    |    |    |      |
| 7    | Montego Bay UFC          | 54  | 38 | 15 | 9  | 14 | 50 | 42 | +8   |
| 8    | Cavalier FCP             | 49  | 38 | 13 | 10 | 15 | 33 | 40 | -7   |
| 9    | Humble Lion FC           | 46  | 38 | 12 | 10 | 16 | 34 | 44 | -10  |
| 10   | Sporting Central Academy | 44  | 38 | 12 | 8  | 18 | 39 | 44 | -5   |
| 11   | Highgate FC              | 44  | 38 | 12 | 8  | 18 | 39 | 50 | -11  |
| 12   | Savannah SCP             | 23  | 38 | 6  | 8  | 24 | 24 | 74 | -50  |

|  | Qualification pour la CFU Club Championship 2014                          |
|  | Relégation directe en deuxième division                                   |
|  | T : Tenant du titre C : Vainqueur de la Coupe de Jamaïque P : Promu de D2 |

## Bilan de la saison
| Championnat de Jamaïque de football 2012-2013                        |                            |
| Champion                                                             | Harbour View FC (4e titre) |
| Coupes et trophées                                                   |                            |
| Vainqueur de la Coupe de Jamaïque 2012-2013                          | Waterhouse FC              |
| Qualifications continentales                                         |                            |
| CFU Club Championship 2014                                           | Harbour View FC            |
| CFU Club Championship 2014                                           | Waterhouse FC              |
| Promotions et relégations                                            |                            |
| Promus en Jamaïque League                                            | August Town FC             |
| Promus en Jamaïque League                                            | Rivoli United              |
| Relégués en Championnat de Jamaïque de football de deuxième division | Highgate FC                |
| Relégués en Championnat de Jamaïque de football de deuxième division | Savannah SC                |